# Zurück aus der Vergangenheit
Zurück aus der Vergangenheit ist eine US-amerikanische Filmkomödie von Cary Medoway aus dem Jahr 1985.

## Handlung
Anfang der 1960er Jahre fahren Joe Barnes und Bobby Fantana um die Liebe von Emily ein Rennen, bei dem beide mit einem Auto auf eine Schlucht zu fahren und derjenige verliert, der als Erster bremst. Joe packt relativ schnell die Angst, sodass er früh aussteigt und das Rennen verliert. Aber Bobby kann seinen Sieg nicht auskosten, da er sich im Lenkrad verheddert und samt dem Wagen in die Schlucht rast und stirbt. Er erwacht daraufhin in der Mittelstadt und ihm wird die Reise in die Oberstadt verweigert, da Raffael ihm erzählt, dass er vorher noch einen Auftrag als Schutzengel auf der Erde zu erledigen hat. Er wird zurück zur Erde geschickt, wo er Lenny, nachdem er hoffnungslos in Sharon verliebt ist und seinen Job verloren hat, dadurch rettet, dass er ihn auffängt, als Lenny durch eine Unachtsamkeit von einer Klippe fällt. Der Job ist damit nicht getan, denn er wird auch weiterhin gezwungen, bei Lenny auf der Erde zu bleiben und ihm zu helfen, mit Sharon zusammenzukommen.
Also kleidet er ihn neu ein, treibt Sport mit ihm und zeigt ihm, wie ein selbstsicherer Auftritt funktioniert. Lenny stellt sich dabei aber jedes Mal ungeschickt an, weswegen Bobby in die Trickkiste greift und ihm einen neuen Wagen besorgt. Es dauert aber erneut, bevor Lenny sich bei den Damen geschickt anstellt. Damit gewinnt er so viel Selbstbewusstsein, dass er Sharon anspricht, seine heimliche Verehrerin Melissa ignoriert und Fred provoziert, dem es überhaupt nicht gefällt, dass er sich an Sharon ranmacht. Daher fordert er ihn zu Duell nach der Schule auf. Lenny verprügelt ihn anschließend auch dank Bobbys Hilfe. Das gefällt Sharon so sehr, dass sie sich auf ein Date mit Lenny einlässt und mit ihm schläft. Dadurch verändert sich Lennys Charakter und Verhalten, was nicht nur dazu führt, dass er seine Eltern und Bobby ignoriert, sondern immer mehr wie Bobby selbst wird.
Derweil musste Bobby erfahren, dass seine Jugendliebe Emily mit Joe Barnes verheiratet und die Mutter von Lenny ist. Bobby zeigt sich Emily und erfährt, dass sie einst Joe heiratete, weil dieser ihr tröstend über dessen Tod hinweghalf und ihr als liebender und fürsorglicher Ehemann zur Seite stand. Insbesondere, wenn es auch um Lenny ging, Bobbys Sohn. Diesen muss er auch retten, denn nachdem er von Raffael erfuhr, dass Lenny bei der gleichen Mutprobe, bei der Bobby einst starb, ebenfalls sterben wird, bietet Bobby seine Seele an, um auf die Erde zurückzukehren, wo er ihn retten will. Er schafft es und erhält dadurch den Zugang zur Oberstadt.

## Kritik
„Filme über Schutzengel haben eigentlich fast immer Charme, aber Zurück aus der Vergangenheit hat keinen.“

„Eine Komödie, die sich an großen filmischen Vorbildern orientiert, kaum Eigenständigkeit erlangt und nur unverbindliche, mitunter schwerfällige Unterhaltung bietet.“

## Hintergrund
Bei den Youth in Film Awards 1986 wurde der Film als bester Jugendfilm ausgezeichnet.
„Teen Angel“ und „Heavenly Bodies“ waren jeweils Arbeitstitel für den Film.
Als Drehort für die U-Bahn wurde die MARTA in Atlanta, Georgia genutzt.

## Soundtrack
1. Joe Lynn Turner – „Heartless“
2. John Fiore – „The Heavenly Kid (Out On the Edge)“
3. Jamie Bond – „Heart of Love“
4. Howard Hewett – „Obsession“
5. Debra Laws – „Crusin' Tonight“
6. Jamie Bond – „Animal Attraction“
7. Mickey Thomas – „Two Minute Love“
8. The George Duke Band – „So Mean to Me“
9. George Duke – „Hamburgers“
10. Neko-Meka – „When the Children Make the Mighty Fall“
11. Shandi Sinnamon – „So Far Away“*
12. Chris Farren – „Dream Machine“*
13. Stuffy Shmitt – „I Need The Touch“*
14. Jerry Lee Lewis – „Whole Lotta Shakin' Goin' On“

## Veröffentlichung
Nachdem der Film am 26. Juli 1985 in den US-Kinos veröffentlicht wurde und dort 3,8 Mio. US-Dollar einspielte, wurde er in Deutschland am 17. Februar 1987 direkt auf VHS veröffentlicht. Im Januar 2022 ist er bei Pidax auf DVD erschienen.